# Bubble Shooter
Bubble Shooter je logická a dovednostní hra. Původní verzi hry vytvořila pro systém Microsoft Windows společnost Absolutist Games v roce 2000. Od roku 2000 byla původní verze několikrát vylepšena a vzniklo mnoho různých klonů této hry.
Bubble Shooter Deluxe verze 1.6. byla uvolněna v dubnu roku 2004. Tuto verzi již podporuje většina operačních systémů.

## Princip hry
Hráč se snaží spojit bubliny se stejným zbarvením do jedné větší skupiny. Když se mu podaří spojit 3 a více bublin, celé klubko bublin zmizí. Úkolem hráče je zbavit se tímto způsobem všech bublin na obrazovce a postoupit do dalšího kola. Bubble Shooter je logická a zároveň dovednostní hra.